# Faust (Spohr)
Faust è un'opera del compositore tedesco Louis Spohr. Il libretto, di Josef Karl Bernard, è basato sulla leggenda di Faust ma non è influenzato dal Faust di Goethe, poiché venne pubblicato per la prima volta nel 1808. Il libretto di Bernard deriva principalmente dalle opere dei drammaturghi Friedrich Maximilian Klinger  e Heinrich von Kleist. Il Faust di Spohr riveste grande importanza nell'opera romantica tedesca.

## Storia delle esecuzioni
Spohr aveva lasciato il suo incarico a Gotha per assumere un incarico a Vienna al Theater an der Wien, che era stato da poco acquistato dal conte Ferdinand Palffy von Erdöd. Spohr compose l'opera in meno di quattro mesi, da maggio a settembre del 1813 ma ebbe difficoltà con il conte Palffy che interferì con la messa in scena di Vienna. Anche se diede privatamente la partitura del manoscritto a Giacomo Meyerbeer, che la suonò, con Spohr che cantava - integrando la sua gamma vocale fischiando — fino a quando Carl Maria von Weber si interessò alla partitura non poté essere rappresentata. Weber diresse la prima rappresentazione di "Faust" allo Ständetheater, Praga il 1º settembre 1816. Meyerbeer la introdusse poi a Berlino.
Nella sua forma originale l'opera era un Singspiel in due atti. Nel 1851, Spohr la trasformò in un Grand opéra in tre atti, sostituendo le parti parlate con dei recitativi. Questa versione (tradotta in italiano) venne rappresentata al Royal Italian Opera, Covent Garden, a Londra il 15 luglio 1852. Un'altra rappresentazione venne messa in scena dall'University College Opera al Bloomsbury Theatre nel febbraio del 1984. Nel 1993 la Bielefeld Opera eseguì questa versione del Faust in quella che dichiarò essere la prima rappresentazione mondiale dal 1931. Diretta da Geoffrey Moull l'opera ebbe otto rappresentazioni e poi venne registrata dalla CPO.

## Personaggi
| Ruolo                    | Voce            | Cast della prima Direttore: Carl Maria von Weber |
| ------------------------ | --------------- | ------------------------------------------------ |
| Faust                    | baritono        | Johann Nepomuk Schelble                          |
| Mephistofele             | baritono        |                                                  |
| Conte Hugo               | tenore          |                                                  |
| Kunigunde sua fidanzata  | soprano         | Therese Grünbaum                                 |
| Röschen una ragazza      | soprano         |                                                  |
| Kaylinger amico di Faust | baritono        |                                                  |
| Wohlhardt amico di Faust | tenore          |                                                  |
| Wagner amico di Faust    | tenore          |                                                  |
| Moor amico di Faust      | baritono        |                                                  |
| Franz                    | tenore          |                                                  |
| Gulf                     | basso           |                                                  |
| Sycorax una strega       | soprano         |                                                  |
| Paggio del conte Hugo    | ruolo recitante |                                                  |

## Trama
Faust è diviso tra il suo amore per la giovane Röschen e il suo desiderio per Kunigunde, la fidanzata del conte Hugo. Fa un patto con Mefistofele che gli consente di salvare Kunigunde dalle grinfie del malvagio cavaliere Gulf. Faust ottiene una pozione d'amore dalla strega Sycorax che consegna a Kunigunde durante la celebrazione nuziale con il conte. Indignato per l'improvvisa passione che la sua sposa mostra per Faust, il conte Hugo lo sfida a duello. Faust uccide Hugo e fugge. Nel frattempo, il primo amore di Faust, Röschen, si annega per la disperazione. Mefistofele afferra Faust e lo trascina all'Inferno.

## Registrazioni
- Faust (revisione 1852) Bielefeld Opera, Solisti, Coro, Bielefeld Philharmonic Orchestra, diretti da Geoffrey Moull (CPO, 1994).[6]
- Faust- Solisti (Bo Skovhus, Franz Hawlata, Robert Swensen, Brigitte Wohlfarth, Hillevi Martinpelto e altri; Südfunkchor Stuttgart; Rundfunkorchester des SWF Kaiserslautern; diretti da Klaus Arp; Capriccio CD label.) (1994) Registrazione della versione originale.[7][8]